# Ахмед'янов Янибай Шагібалович
Янибай Шагібалович Ахмед'я́нов (башк. Яңыбай Шаһыбал улы; рос. Яныбай Шагибалович Ахмедьянов; 20 лютого 1936, c. Баттал, Учалинського району, Башкирської АРСР, РРФСР — 25 вересня 2010, там же) — першоцілинник, причіплювач радгоспу «Байрамгуловський» Учалинського району, Герой Соціалістичної Праці.

## Біографія
Янибай Шагібалович Ахмед'янов народився 20 лютого 1936 року в с. Батталово Учалинського району Башкирської АРСР. Освіта — неповна середня.
Трудову діяльність розпочав пастухом-конюхом у 1950 році в колгоспі «Перемога» Учалинського району, через п'ять років стає трактористом. Понад 30 років він очолював бригаду механізованого загону радгоспу «Байрамгуловський» Учалинського району Башкортостану, був передовиком виробництва — три роки поспіль (1968—1970) посідав I місце у республіканських змаганнях орачів.
Урожайність зернових культур на оброблюваній ним площі підвищилася з 10 центнерів у 1965 р. до 24 центнерів у 1970 р.
У роки восьмої п'ятирічки (1966—1970) в бригаді значно зріс виробіток на тракторі ДТ-75. Якщо в 1966 р. він становив 1100 гектарів, то в 1970 р. дорівнював 1370 гектарів. На ремонті одного трактора в 1966 р. зекономлено 90 карбованців, у 1970 р. — 120 рублів. Економія паливно-мастильних матеріалів за перший рік п'ятирічки становила 715 кілограмів, у 1970 р. — 1246 кілограмів. За роки п'ятирічки відділення радгоспу продало державі 48 тисяч центнерів зерна при плані 30 тисяч центнерів.
Був депутатом Верховної Ради Башкирської АРСР 8 скликання (1971—1975).
За видатні успіхи, досягнуті в розвитку сільськогосподарського виробництва і виконання п'ятирічного плану продажу державі продуктів землеробства і тваринництва, Указом Президії Верховної Ради СРСР від 8 квітня 1971 року Я. Ш. Ахмед'янову присвоєно звання Героя Соціалістичної Праці.
З 1996 року на пенсії, проживав у селі Баттал рідного Учалинського району.
У березні 2004 року брав участь у святкуванні 50-річчя освоєння цілинних земель, що проходив в Оренбурзькій області.

## Нагороди та звання
- Герой Соціалістичної Праці (1971).

У 1970 р. йому присвоєно звання «Заслужений механізатор Башкирської АРСР».